# Hôtel de région d'Occitanie
L'Hôtel de région d'Occitanie est le siège du conseil régional d'Occitanie, en France, situé au no 22 boulevard du Maréchal-Juin à Toulouse. Les assemblées se font cependant à Montpellier. Avant le 1er janvier 2016, il était le siège du conseil régional de Midi-Pyrénées.

## Historique
La conception de l'hôtel de région de Midi-Pyrénées fut confié à l'architecte toulousain Jean-Pierre Estrampes. 
Sa construction a été faite avec des matériaux locaux. La première pierre de l'édifice fut posée par Alex Raymond, alors président du Conseil Régional de Midi-Pyrénées, le 30 mai 1983. 
L'Hôtel de Région Midi-Pyrénées est l'un des premiers à avoir été construit en France, la construction de ce nouveau programme de bâtiments publics résulte de la loi de décentralisation du pouvoir, du 2 mars 1982. La livraison, initialement prévue en octobre 1984, fut retardée de plusieurs mois à la suite d'un attentat à l'explosif le 24 septembre 1984.
Il est inauguré le 4 octobre 1985, en présence de Gaston Defferre, Ministre chargé du Plan et de l'Aménagement du Territoire et de Alex Raymond, président du Conseil Régional de Midi-Pyrénées.

Depuis 2016, à la suite de la fusion des anciennes régions Midi-Pyrénées et du Languedoc-Roussillon, Toulouse est choisie comme préfecture d'Occitanie. Les services administratifs de la région se situent donc à Toulouse mais les assemblées se font à Montpellier.

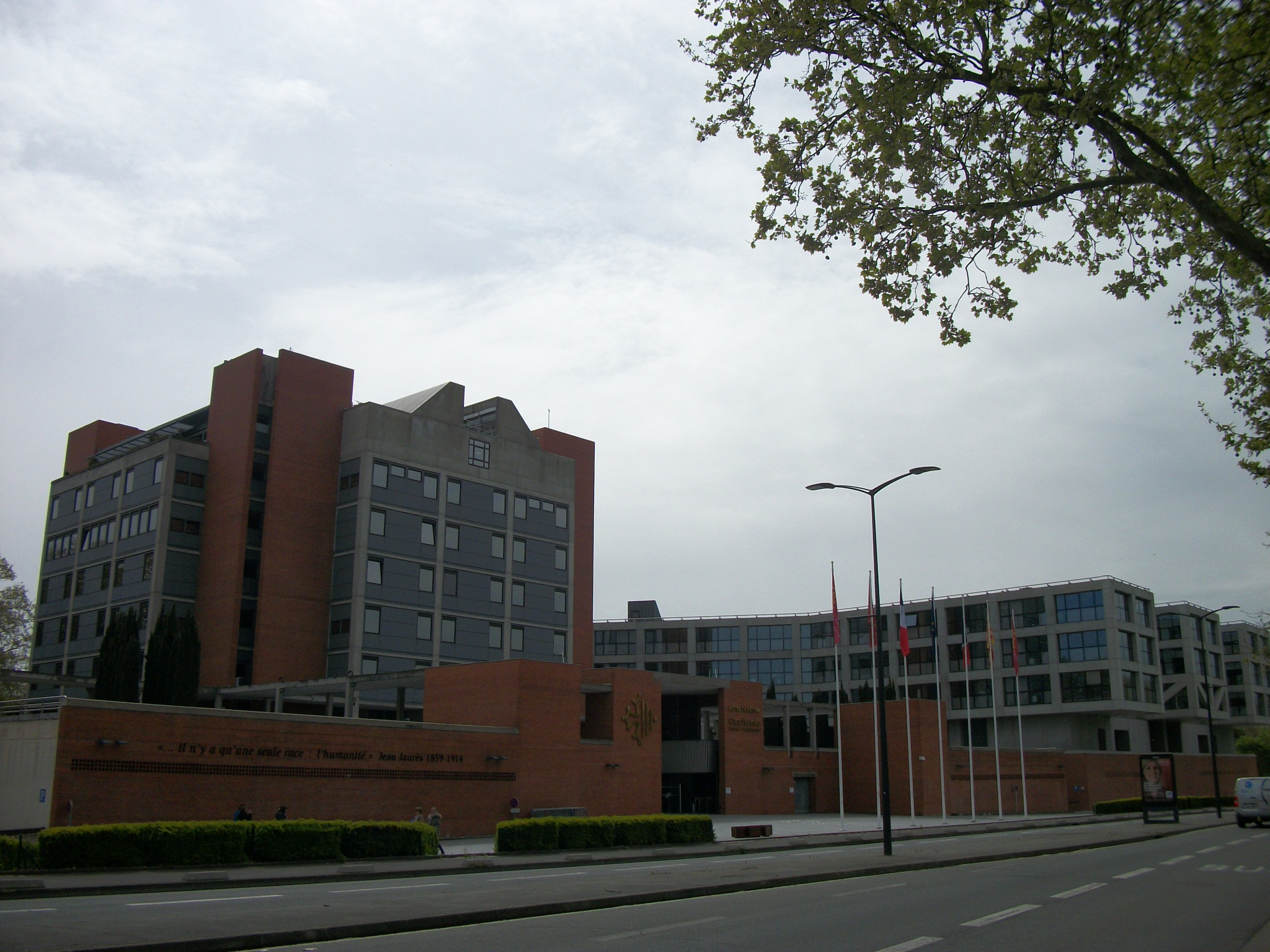
Hôtel de région d'Occitanie
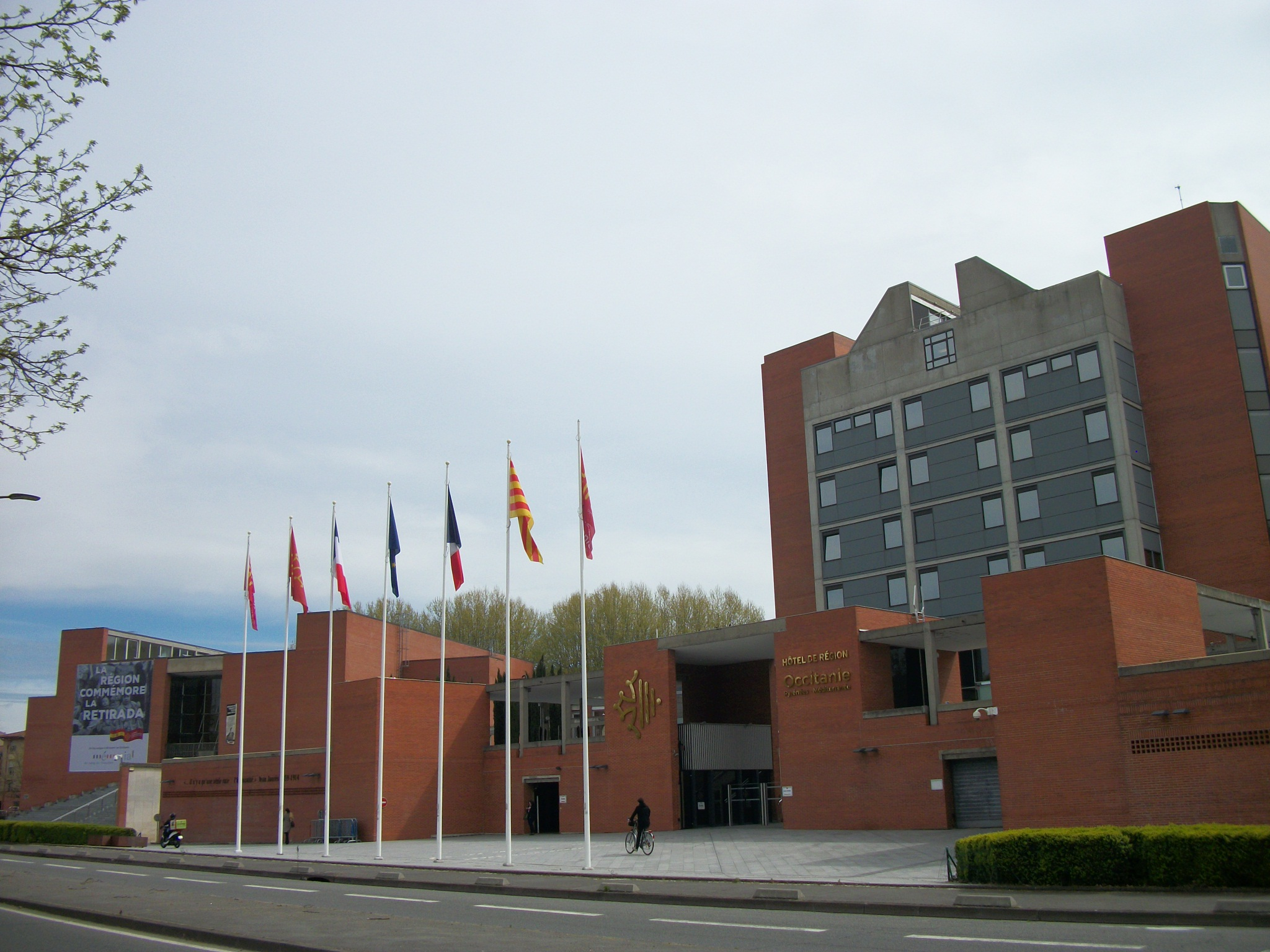
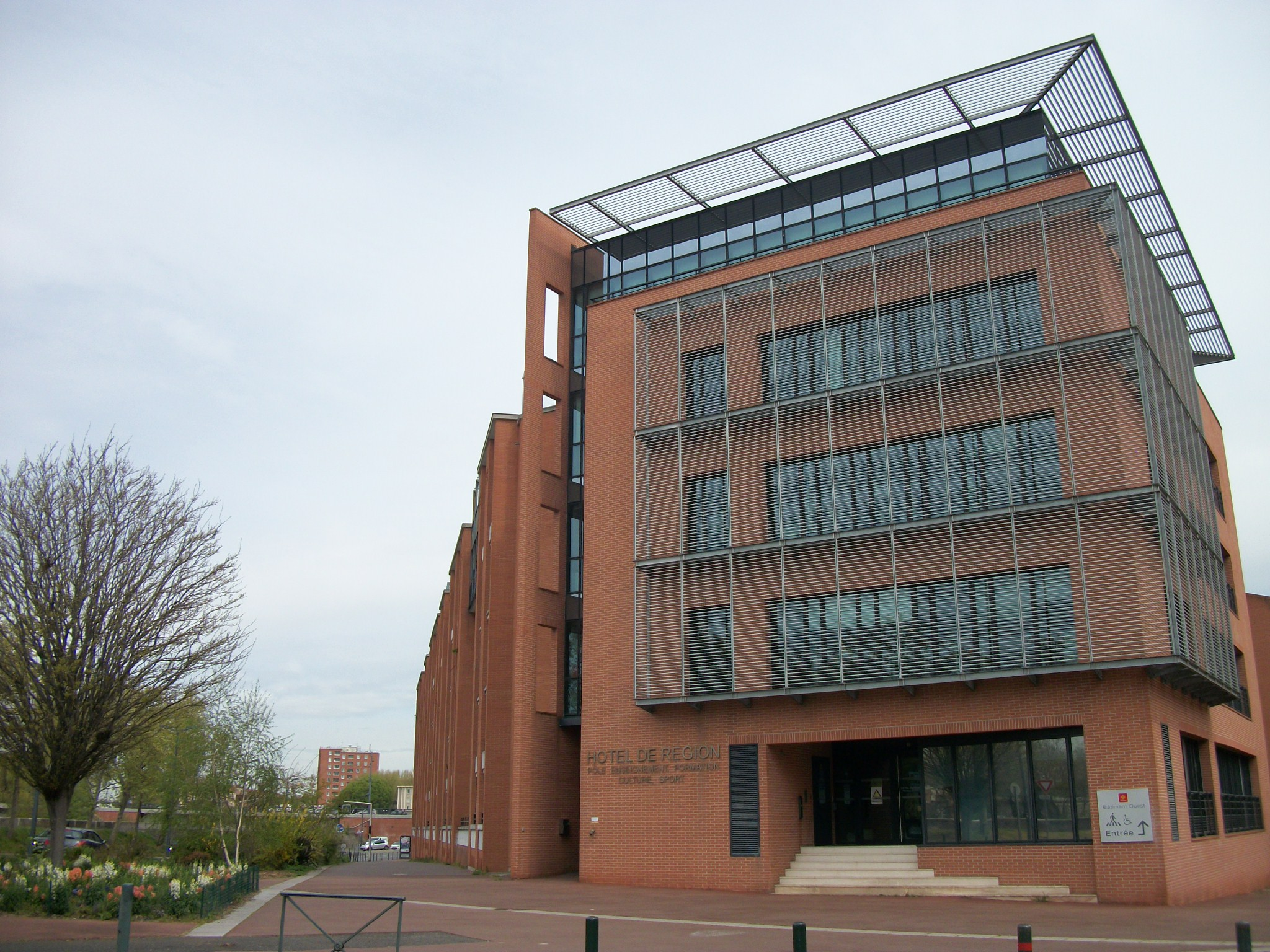
Pôle enseignement, formation, culture, sport